# Киносериал

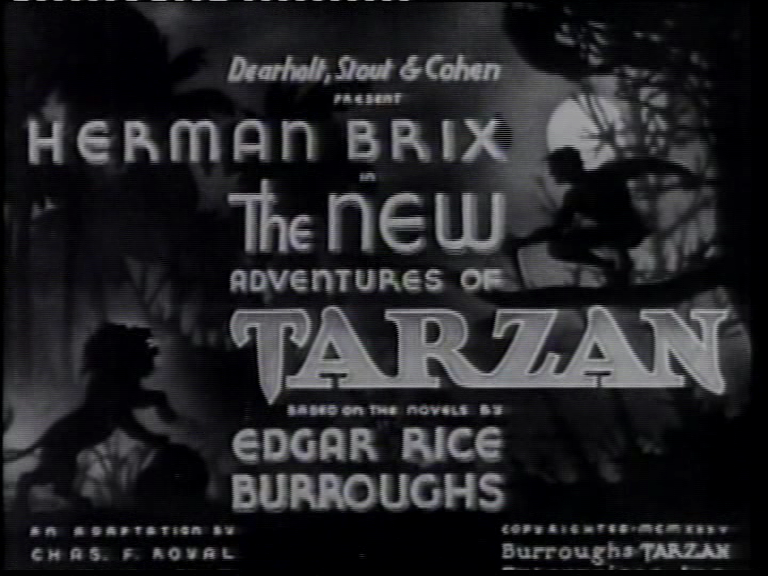
Заставка сериала «Новые приключения Тарзана», 1935 год

Киносериа́л (англ. Movie serial, англ. Film serial) — многосерийное кинопроизведение, предназначенное для демонстрации в кинотеатрах (в отличие от телесериалов, предназначенных для демонстрации по телевидению).
Киносериалы состояли в среднем из 10—15 серий, заканчивавшихся «на самом интересном месте» (англ. cliffhanger ending), что заставляло публику возвращаться в кино вновь и вновь, каждую неделю. Серии длились в среднем 15—20 минут (и часто 30 минут на первую серию) и демонстрировались перед основным фильмом.

## История
Одним из первых киносериалов был Арсен Люпен против Шерлока Холмса (1910 год, пять серий). Киносериалы были особенно популярны в США в первой половине XX века. В эпоху немого кино сериалы отличались досточно сложными сюжетами, ориентировались на взрослую аудиторию, главные роли часто доставались женщинам.
Всё изменилось с приходом звука — высокая стоимость оборудования вынуждала экономить всеми возможными способами, сериалы стали в большей степени ориентироваться на детскую и подростковую аудиторию, составляя часть так называемого «субботнего сеанса», включавшей в себя одну главу сериала, мультфильмы, выпуски хроники и два полнометражных фильма. Сюжеты сильно упростились, женские роли почти исчезли. В период с 1929 года по 1956 год в США было снято более двухсот таких сериалов. Сюжеты киносериалов часто брались из популярных радиопостановок и комиксов.
Золотым веком сериалов называют период с 1936 года по 1945 год. В послевоенное время интерес к сериалам пошел на убыль, а их качество вновь упало.

## Жанры
Наиболее часто встречающимся жанром были вестерны, наименее затратные в производстве. Также популярными жанрами киносериалов в США были приключения (например, несколько сериалов про Тарзана и Зорро), а с 30-х годов и научная фантастика (особенно, начиная с Флэша Гордона).